# كاثرين سبينس
كاثرين هيلين سبّينس (بالإنجليزية: Catherine Spence)‏ (31 أكتوبر 1825 – 3 إبريل 1910) كانت كاتبة، ومدرسة، وصحفية، وسياسية، ومناصرة بارزة لحق النساء في الاقتراع، وجورجيّة أسترالية مولودة في اسكتلندا. أصبحت في عام 1897 أول امرأة تترشح سياسيًا في أستراليا بعد الترشح للمؤتمر الاتحادي الذي عقد في أديليد. سُميت «أعظم امرأة في أستراليا» من قبل مايلز فرانكلين ولُقبت بلقب »الامرأة الكبيرة العظيمة في أستراليا «عندما كانت في الثمانين من عمرها، أُحيت ذكرى سبّينس على النقود الأسترالية فئة الخمس دولارات الصادرة للذكرى المئوية لاتحاد أستراليا.

## حياتها المبكرة
وُلدت سبّينس في ميلروز، اسكتلندا، كانت الطفلة الخامسة في عائلة من ثمانية أشخاص. في عام 1839، وبعد الصعوبات المالية المفاجئة، هاجرت العائلة إلى جنوب أستراليا. ووصلت في 31 أكتوبر 1839 (عيد ميلادها الرابع عشر)، على متن البالميرا، في وقت مرَّت به المستعمرة بعدة سنوات من الجفاف، جعلها التباين مع مسقط رأسها اسكتلندا تقول «أميل إلى الذهاب وقتل نفسي». ومع ذلك، تحملت العائلة سبعة أشهر من »التخييم«، وزراعة الحنطة على مساحة ثمانين فدانًا (23 هكتار) مُختارة قبل الانتقال إلى أديليد.
انتُخب والدها، ديفّيد سبّينس ليكون أول أمين سجلات البلدية لمدينة أديليد. وكان شقيقها جون برودي سبّينس صاحب مصرف وبرلماني وتزوجت شقيقتها جيسي من أندرو موراي هامداش.

## الصحافة والأدب
كان لدى سبّينس موهبة الكتابة وحافز القراءة، فكان من الطبيعي أن تنجذب للصحافة في سنوات مراهقتها. من خلال علاقات العائلة، بدأت بقطع قصيرة وشعرٍ يُنشر في ذا ساوث أستراليان. عملت أيضًا مربيةً لبعض أبرز العوائل في أديليد، بمعدل ست بّنسات للساعة. لعدة سنوات، كانت سبّينس مراسلة ولاية ساوث أستراليا لجريدة ذا أرجوس وتكتب تحت اسم شقيقها حتى مجيء التلغراف.
كان عملها الأول رواية كلارا موريسون: حكاية جنوب أستراليا خلال حمى الذهب. رُفضت في البداية لكنّ صديقها جون تايلور، وجد ناشرًا وهو جاي دبليو بّاركر آند سان ونُشرت كعام 1854. حصلت على أربعين جنيهًا استرلينيًا لقاءها، لكنهم تقاضوا منها عشرة جنيهات لقاء تلخيصها لتناسب النسق القياسي للناشر. نُشرت روايتها الثانية رقيق وصحيح عام 1856، واستمرت لسعادتها بطبعةٍ ثانية وثالثة، بالرغم من عدم تلقيها لشيءٍ أكثر من العشرين جنيهًا الأولية. وتبعتها برواية ثالثة، نُشرت في أستراليا بعنوان العمل الشاق وفي إنجلترا بعنوان وصية السيد هوغارث، نُشرت عام 1861 وغيرها الكثير بالرغم من أن بعضها لم تُنشر خلال فترة حياتها مثل مجتمعون (لم تنشر حتى 1977) ومربوطة اليد (لم تنشر حتى 1984).
نَشرت عام 1888 أسبوع في المستقبل، وهي أرض تَجوُّل في اليوتوبّيا التي تخيلت أن قرنًا في المستقبل سوف يجلبها: كانت أحد أسلاف رواية  النظر إلى الماضي لإدوارد بيلامي.
عملها الأخير، بعنوان كلمة أخيرة، ضاع عندما كان مجرد مخطوطة.

## العمل الاجتماعي والمشاكل
بالرغم من رفض سبّينس لكل من عرضي الزواج اللذين تلقتهما خلال حياتها، وأنها لم تتزوج أبدًا، كان لديها اهتمام شديد بالحياة العائلية والزواج، مثلما تنطبق على الآخرين. كان كلٌ من حياتها وعملها مكرسين لزيادة الوعي وتحسين مصير النساء والأطفال. ربّت ثلاث عوائل من الأطفال اليتامى على التوالي، كان أولها أطفال صديقتها لوسي دوفّال.[بحاجة لمصدر]
كانت أحد المحركين الرئيسيين، مع إيميلي كلارك، من »مجتمع التبني«، كانت غاية هذه المنظمة نقل الأطفال من ملجأ المعدمين إلى عوائل معتمدة ونقل جميع الأطفال في النهاية من المؤسسات، عدا الجانحين. عوملت بحقد في البداية من قبل حكومة جنوب أستراليا، وشُجِّع المخطط عندما أصبحت المؤسسات المكرسة للتعامل مع الأولاد المضطربين مزدحمة. عُينت سبّينس وكلارك في مجلس أطفال الولاية، الذي يتحكم بإصلاحية ماجيل. كانت سبّينس أول (وإلى 1905 فقط) أول عضوٍ في مجلس المعدمين.

## روابط خارجية
- كاثرين سبينس على موقع الموسوعة البريطانية (الإنجليزية)